# 邊境禁區通行證

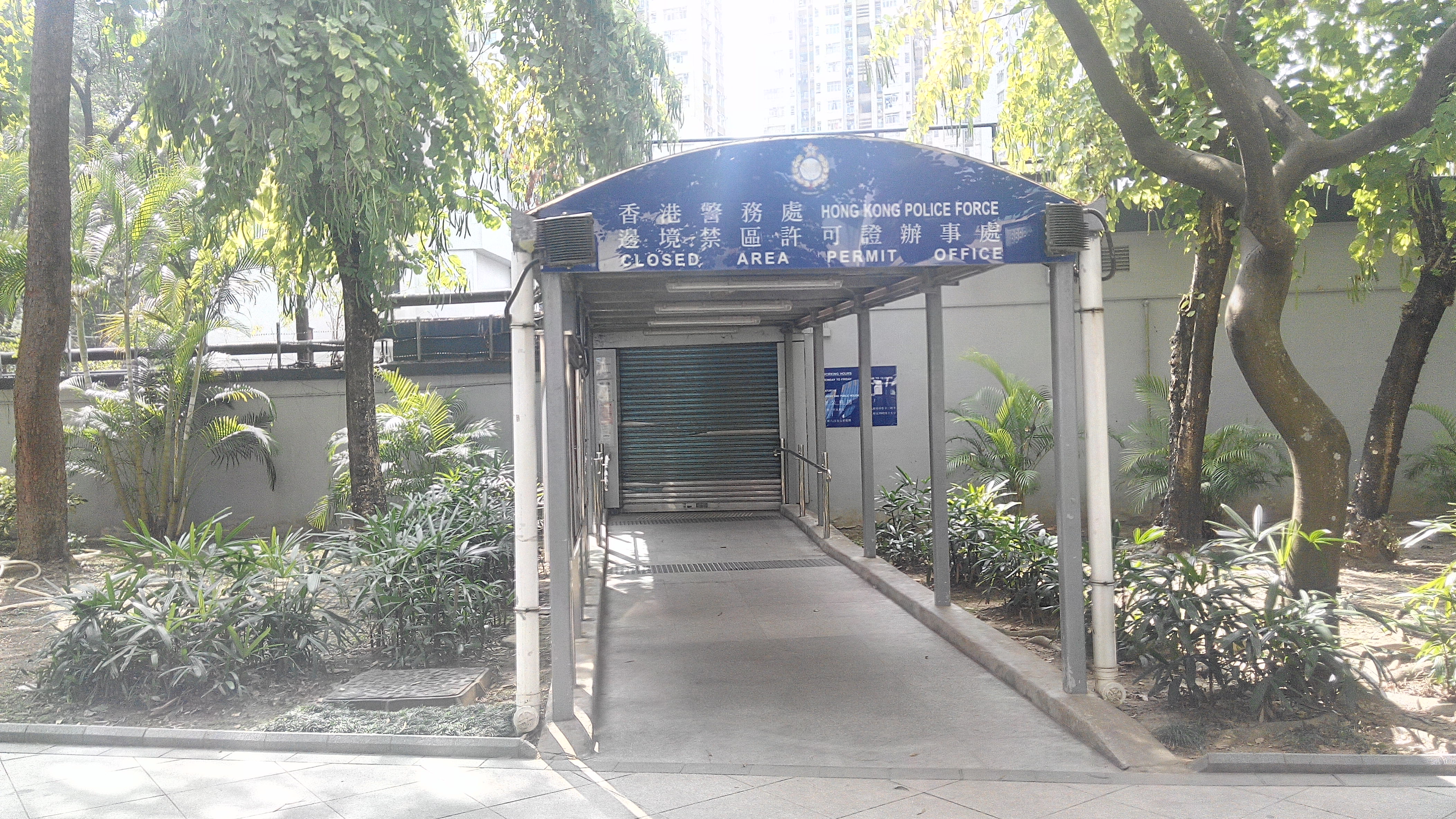
上水警署邊境禁區通行證辦事處

邊境禁區通行證（英語：Closed Area Permit），俗稱禁區紙，是發給在香港邊境禁區內居住、探望親友、工作、通行或接送學童上學／放學的「特定人士」用。通行證的有效期最多為五年，申請人可於上水警署申請。十八歲以下的禁區居民無須申請禁區紙亦可自由進出禁區。
由1997年起，上水警署邊境禁區通行證辦事處（沙頭角公路龍躍頭段8號）簽發的禁區紙的可進入分區，分為落馬洲/打鼓嶺/沙頭角/中英街四個區。進入某一禁區須持有該區域的禁區紙。
而自2024年1月1日起，警方接受以旅遊為目的，以網上形式預先申請進出沙頭角（不包括中英街）的禁區紙，但僅限一次有效，而且須受每日配額及進出時間限制。

## 外部連結
- 香港警察邊境禁區通行證辦事處 （页面存档备份，存于）